# Chiesa cattolica in Svizzera
La Chiesa cattolica in Svizzera è formata da sei diocesi senza alcun'arcidiocesi. Le diocesi quindi hanno la particolarità di non formare alcuna provincia ecclesiastica, ma di essere immediatamente soggette alla Santa Sede. Sono presenti anche due abbazie territoriali.

## Storia
La presenza di sedi vescovili sul territorio svizzero risale alla fine del IV secolo. Il primo nome di vescovo che compare nella storia della regione svizzera è quello di Justinianus Rauricorum, vescovo di Augusta Raurica attuale Kaiseraugst e che partecipò ai concili di Sardica (343) e di Colonia (346).
La diocesi di Martigny, allora Octodure, fondata nel 381 è la prima; nel 524 la sede sarà trasferita a Sion, che è rimasta sede vescovile fino ai nostri giorni.
Nel 400 nacque la diocesi di Basilea, nel 441  quella di Ginevra e nel 451 quella di Coira. Nel VI secolo venne fondata quella di Losanna.
Le diocesi della regione occidentale, nel medioevo, appartenevano a tre arcidiocesi: a quella di Besançon appartenevano Basilea e Losanna, all'arcidiocesi di Tarantasia Sion con Aosta e Saint-Jean-de-Maurienne, mentre Ginevra apparteneva all'arcidiocesi di Vienne. Su gran parte della regione alemanna, fu la diocesi di Costanza a governare e questo fino al 1815. La riforma sconvolse non poco l'assetto giurisdizionale sul territorio della Confederazione. La diocesi di Basilea venne trasferita a Porrentruy nel 1528. Quella di Ginevra venne trasferita a Annecy nel 1568, fece seguito il trasferimento di quella di Losanna a Friburgo nel 1615.

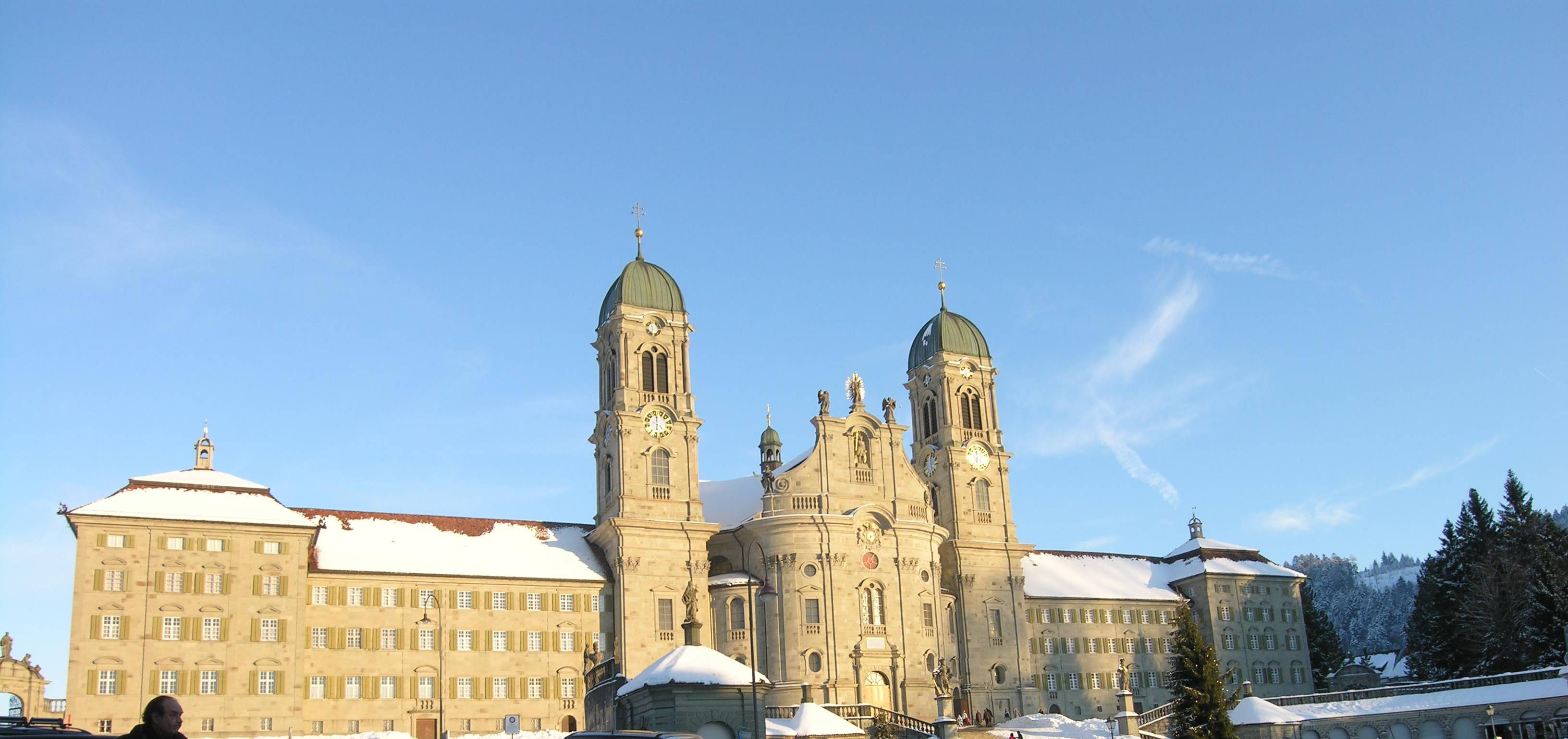
L'abbazia di Einsiedeln è il più importante santuario svizzero

Agli inizi dell'Ottocento, con la definizione di nuovi confini territoriali, cadono le vecchie giurisdizioni ecclesiali e si formano nuove diocesi. Nella parte francese della Confederazione si forma, dopo vari rimaneggiamenti, una diocesi di Losanna, Ginevra e Friburgo, con sede a Friburgo. Nella parte tedesca tutti i territori che facevano capo alla diocesi di Costanza, devono trovare una nuova sede su territorio svizzero.
Tra il 1823 e il 1836 si forma una diocesi di Coira e San Gallo. Nel 1847 si scinderanno in due diocesi distinte. I cantoni di Uri, Untervaldo, Glarona e Zurigo passano nel 1819 sotto Coira, nel 1824 anche Svitto viene integrato in questa diocesi. Nel 1828 si ricostituisce la diocesi di Basilea, con sede a Soletta. Sotto questo vescovado passano i cantoni di Soletta, Zugo e Lucerna e la parte cattolica del cantone Berna. Nel 1829 la giurisdizione si estende ai cantoni di Basilea Città, Basilea Campagna e Sciaffusa. Nel Vallese il vescovo perse i poteri temporali, ma per la diocesi le cose rimasero invariate. Per quanto riguarda il Cantone Ticino, la diocesi ticinese venne istituita solo nel 1971, essa porta il nome di diocesi di Lugano. Prima del 1884 il cantone faceva capo alla diocesi di Como per le parrocchie di rito romano e all'arcidiocesi di Milano per le parrocchie di rito ambrosiano. Dal 1884 al 1971 essa venne retta da un amministratore apostolico, che faceva capo alla diocesi di Basilea.
Nel 1997 dalla diocesi di Coira è stato scorporato il territorio del Liechtenstein con l'erezione dell'arcidiocesi di Vaduz.
Nelle diocesi di Basilea, Coira e Losanna, il diritto di eleggere il vescovo è concesso ai capitoli dei canonici delle cattedrale, scelti fra il clero delle diocesi. In seguito il vescovo eletto riceve la nomina formale della Santa Sede. Ciò è possibile in virtù di alcune convenzioni con fra la Santa Sede e alcuni cantoni svizzeri, che recepiscono privilegi risalenti anche al XIII secolo.

## Organizzazione ecclesiastica

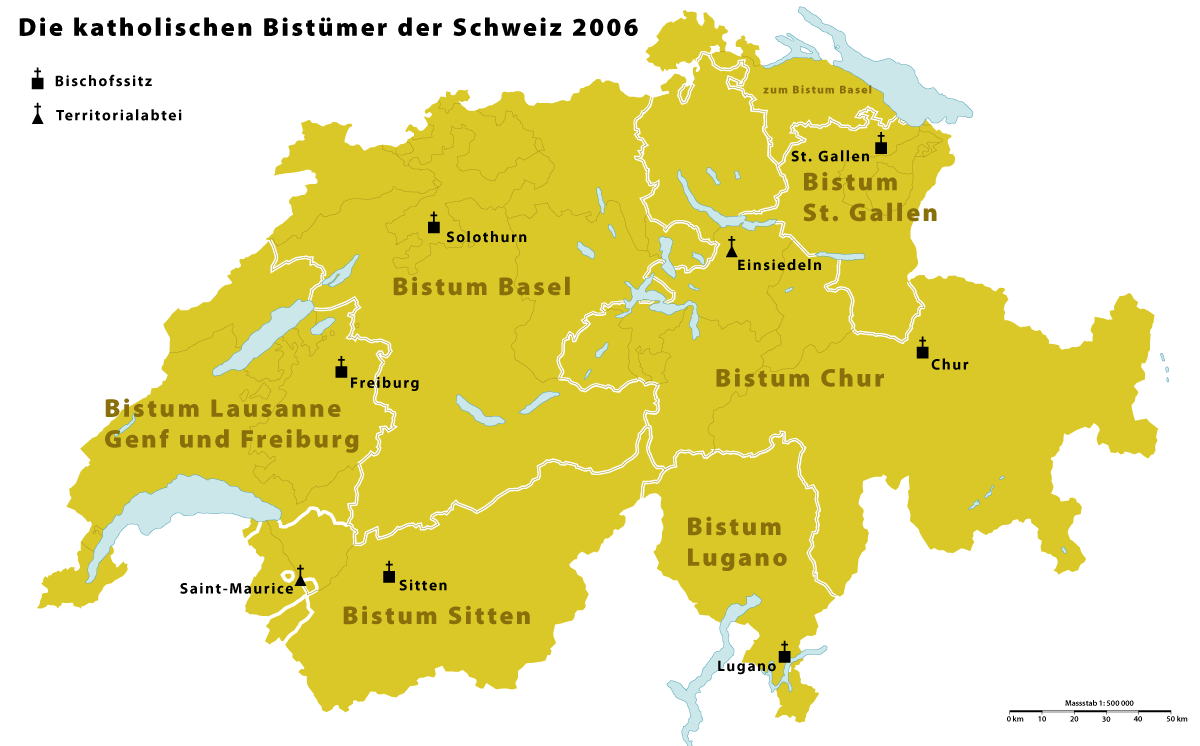
Le diocesi svizzere

Nel Paese si trovano 6 diocesi e 2 abbazie territoriali, tutte immediatamente soggette alla Santa Sede:
- Diocesi di Basilea, con sede a Soletta
- Diocesi di Coira
- Diocesi di Losanna, Ginevra e Friburgo, con sede a Friburgo
- Diocesi di Lugano
- Diocesi di San Gallo
- Diocesi di Sion
- Abbazia territoriale di San Maurizio d'Agauno
- Abbazia territoriale di Einsiedeln

Le corporazioni ecclesiastiche sono influenti associazioni comunali o cantonali di laici che gestiscono la parte delle tasse pubbliche destinata alle diocesi.

## Conferenza episcopale
Elenco dei presidenti della Conferenza dei vescovi svizzeri:
- Vescovo Pierre-François de Preux (1863 - 1875)
- Vescovo Marilley Etienne (1876 - 1879)
- Vescovo Karl Johann Greith (1880 - 1881)
- Vescovo Eugene Lachat (1882 - 1886)
- Vescovo Gaspard Mermillod (1887 - 1890)
- Vescovo Adrien Jardinier (1891 - 1894)
- Vescovo Augustine Egger (1895 - 1905)
- Vescovo John Fidelis Battaglia (1906 - 1911)
- Vescovo Jules-Maurice Abbet (1912 - 1917)
- Vescovo Jakob Stammler (1918 - 1924)
- Vescovo Georg Schmid Grüneck (1925 - 1931)
- Vescovo Aurelio Bacciarini (1932 - 1933)
- Vescovo Victor Biel (1935 - 1951)
- Vescovo Angelo Jelmini (1952 - 1967)
- Vescovo Vonderach John (1967 - 1970)
- Vescovo François-Nestor Adam (1970 - 1976)
- Vescovo Anton Hänggi (1976 - 1977)
- Vescovo Pierre Mamie (1977 - 1979)
- Vescovo Otmar Maeder (1980 - 1982)
- Vescovo Henri Schwery (1983 - 1988)
- Vescovo Joseph Candolfi (1989 - 1991)
- Vescovo Pierre Mamie (1992 - 1994)
- Vescovo Henri Salina (1995 - 1997)
- Vescovo Amédée (Antoine-Marie) Grab, O.S.B. (1998 - 2006)
- Vescovo Kurt Koch (2006 - 2009)
- Vescovo Norbert Brunner (2010 - 5 settembre 2012)
- Vescovo Markus Büchel (5 settembre 2012 - 1º gennaio 2016)
- Vescovo Charles Morerod, O.P. (1º gennaio 2016 - 1º gennaio 2019)
- Vescovo Felix Gmür (1º gennaio 2019 - 1º gennaio 2025)
- Vescovo Charles Morerod, O.P., dal 1º gennaio 2025

Elenco dei vicepresidenti della Conferenza dei vescovi svizzeri:
- Vescovo Charles Morerod, O.P., (5 settembre 2012 - 1º gennaio 2016)
- Vescovo Felix Gmür (1º gennaio 2016 - 1º gennaio 2019)
- Vescovo Markus Büchel (1º gennaio 2019 - 1º gennaio 2025)
- Vescovo Joseph Marie Bonnemain, dal 1º gennaio 2025

Elenco dei segretari generali della Conferenza dei vescovi svizzeri:
- Sig. Ervin Tanner (2011 - 31 dicembre 2021)
- Sig. Davide Pesenti, dal 1º gennaio 2022